# 1-브로모뷰테인
1-브로모뷰테인(영어: 1-bromobutane)은 화학식이 CH3(CH2)3Br인 유기 브로민 화합물이다. 불순한 샘플은 황색으로 보이지만, 1-브로모뷰테인은 무색의 액체이다. 1-브로모뷰테인은 물에는 녹지 않으나 유기 용매에는 녹는다. 1-브로모뷰테인은 주로 유기 합성에서 뷰틸기의 공급원으로 사용된다. 1-브로모뷰테인은 뷰틸 브로마이드의 여러 이성질체들 중 하나이다.

## 합성
대부분의 1-브로모알케인은 1-알켄에 브로민화 수소를 자유 라디칼로 첨가하여 제조된다. 이러한 조건은 1-브로모 유도체를 생성하는 안티-마르코프니코프 첨가로 이어진다.
1-브로모뷰테인은 또한 브로민화 수소산으로 처리하여 뷰탄올로부터 제조할 수 있다.
CH3(CH2)3OH  +  HBr  →  CH3(CH2)3Br  +  H2O

## 반응
1차 할로알케인으로서 SN2 반응을 일으키기 쉽다. 1-브로모뷰테인은 일반적으로 알킬화제로 사용된다. 건조 에터에서 금속 마그네슘과 결합하면 해당하는 그리냐르 시약이 생성된다. 이러한 시약은 뷰틸기를 다양한 기질에 부착하는 데 사용된다.
1-브로모뷰테인은 n-뷰틸리튬의 전구체이다.
2 Li  +  C4H9X  →  C4H9Li  +  LiX
여기서 X = Cl, Br
이 반응을 위한 리튬은 1-3%의 나트륨을 포함한다. 브로모뷰테인이 전구체인 경우 생성물은 LiBr과 LiBu를 모두 포함하는 혼합 클러스터로 구성된 균질 용액이다.

## 같이 보기
- 2-브로모뷰테인
- 1-브로모헥세인
- 2-브로모헥세인
- 1-브로모도데케인